# Beweging voor Sociale Vernieuwing
De Beweging voor Sociale Vernieuwing (BSV, ook bekend als PATSY) was een politieke partij in België rond stichtster en voorzitster Patsy Sörensen.  

## Geschiedenis
De beweging vond haar oorsprong in De Rode Wig, een groep linkse militanten binnen de Socialistische Partij die zich in de aanloop van de gemeenteraadsverkiezingen van 1994 hadden gegroepeerd binnen de moederpartij. SP-gemeenteraadslid Patsy Sörensen behoorde er ook toe maar verliet kort daarop haar partij en bijgevolg ook De Rode Wig. Sörensen richtte de Beweging voor Sociale Vernieuwing op met onder meer John Kenis.
Voor de Antwerpse gemeenteraadsverkiezingen ging de nieuwe partij in kartel met Agalev als operatie "Arm in arm". De BSV-kandidaten stonden als lijstduwer en-bloc onderaan de lijst. Dit bleek een geslaagde keuze want het aantal zetels van de groene partij steeg 4 naar 7. Patsy Sörensen, Nadine Peeters en Peter Veltmans werden verkozen voor de BSV en Sörensen zelf werd schepen bevoegd voor Emancipatiebeleid, Burgerlijke Stand, Jeugd en Ontwikkelingssamenwerking. Door deze deelname aan het gemeentebestuur raakte de BSV intern verdeeld. De militantste leden, zoals de "vergadertijgers" van de Socialistische Arbeiderspartij (die deel uitmaakte van BSV) meenden dat deelname aan het schepencollege onverenigbaar met de missie en stelden dat de BSV verder moest werken aan een "alternatief van onderop". Er volgde een ledenreferendum en 70% van de leden volgde de piste Sörensen. De twee andere BSV-raadsleden onderschreven het college-akkoord echter niet. Voor de provincieraadsverkiezingen kwam de BSV onafhankelijk op onder de naam PATSY in het kanton Antwerpen, Boom, Brecht, Kapellen, Kontich en Zandhoven. Ze behaalden 1,09%, wat resulteerde in één zetel.
Voor de Europese Parlementsverkiezingen 1999 stond Sörensen op de Agalev-lijst. Ze werd verkozen en ruilde haar zitje in de Antwerpse gemeenteraad voor een zetel in het Europees Parlement. In 2000 loopt de samenwerking met Agalev spaak op een discussie over de lijstplaatsen van de BSV-kandidaten voor de lokale verkiezingen. Agalev reageerde verbaasd te zijn en schermde ermee dat ze BSV-kandidaten Louis Wijns een 10de en René Los een 7de plaats had aangeboden, maar beiden twee weken later hun BSV-lidkaart hadden ingeleverd. Vervolgens groeide het conflict verder uit en splitste de beweging zich opnieuw af. In de nasleep van het conflict wilde de Agalev-top Sörensen haar Europees mandaat ontnemen wat ze weigerde. De BSV achtte zich niet in staat haar zetelaantal in de Antwerpse gemeenteraad te handhaven en ging voor de gemeenteraadsverkiezingen van 8 oktober 2000 in kartel met Vivant, de progressief liberale partij van miljonair Roland Duchâtelet. In 2002 waren er gesprekken tussen boegbeeld Patsy Sörensen en de sp.a. De overige BSV-leden benadrukten in een persbericht dat deze gesprekken ten persoonlijke titel waren en dat de beweging ook leden had die lid waren van andere politieke partijen.